# Ivars Kalniņš
Ivars Edmunds Kalniņš (1. august 1948 i Riga i Lettiske SSR) er en lettisk skuespiller.
Kalniņš fødtes ind i en børnerig familie. Han afsluttede Rigas 8. aften-mellemskole i 1968, Folkets Filmskuespillerstudie i Riga i 1971 og Letlands Musikakademis teater-fakultet i 1974. Siden 1972 er han skuepiller ved Dailes Teater i Riga. Kalniņš har deltaget i mange både lettiske og russiske spillefilm og film for tv. Efter Sovjetunionens sammenbrud har Kalniņš ofte været at se i russiske tv-serier.
Kalniņš giftede sig for første gang i 1971 med Ilga, som han var gift med i tyve år, og hvis ægteskab bragte to piger. Han lærte sin anden kone Aurēlija Anužīte at kende i 1992 under optagelserne til spillefilmen "De Granšānu ģimenes noslēpumi" (De Grandjean-familiens hemmeligheder). De giftede sig efter filmens premiere, og de fik sønnen Mikus sammen i 1994. I slutningen af 1990'erne blev de skilt. For tiden lever Kalniņš sammen med Laura Magazniece, og sammen har de en datter, som er Kalniņš' fjerde barn.
Ivars Kalniņš har også været valgt til det lettiske parlament Saeima, som deputeret til det 6. Saeima.